# Arachosinella
Arachosinella is een geslacht van spinnen uit de familie hangmatspinnen (Linyphiidae).

## Soorten
De volgende soorten zijn bij het geslacht ingedeeld:
- Arachosinella oeroegensis Wunderlich, 1995
- Arachosinella strepens Denis, 1958